# プラユット・チャンオチャ
- プラユット・ジャンオーチャー[1]

プラユット・チャンオチャ（タイ語: ประยุทธ์ จันทร์โอชา, ラテン文字転写: Prayuth Chan-o-cha、アユタヤ語声/prā.jút tɕān.ʔōː.tɕʰāː/, クルンテープ語声/pɹɐ̄.ʒʊ́t̚. ʦɐ̄n.ōːʊ.ʃɐ̄ː/、1954年3月21日 - 〈日本国外務省による表記はプラユット・ジャンオーチャー〉）は、タイ王国の軍人（陸軍大将）、政治家。首相（第37代）。また首相任期上限の解釈をめぐって2022年に一時職務停止となった際には国防大臣を務めた。広くタイでは、愛称であるトゥー(タイ語：ตู่)や、トゥーおじさん(タイ語：ลุงตู่、ルン・トゥー)と呼ばれることが多い。
2014年の軍事クーデターにより、2019年3月の総選挙での民政復帰までは軍事政権（軍政）トップの地位にあり、国家平和秩序評議会（NCPO）議長や首相を兼務していた。

## 経歴
1954年3月21日、ナコーンラーチャシーマー県出身。
2014年5月20日、前年から続いていたタイ反政府デモを巡って、陸軍司令官として戒厳令を発令した。その2日後の5月22日、「国家平和秩序評議会（NCPO）」を結成して軍事クーデターを決行し、同国の実権を掌握した。ニワットタムロン首相代行率いる文民政権を打倒した。これにより、約3年間続いていたタイ貢献党によるタクシン元首相派政権が崩壊した。
同年8月25日、タイ国王ラーマ9世からの任命を受けて正式に第37代首相に就任した。
2015年2月と2022年5月に来日して日タイ首脳会談などのため来日。
2019年3月24日の総選挙ではプラユット率いる国民国家の力党は115議席で第2党となり、同年5月下旬の時点では、少数政党の協力を経て引き続き首相を務める見通しとなっていた。その後、6月5日のタイ王国国会上下院合同による首相指名選挙に於いてプラユットが500票を獲得してタイ王国首相に選出され、6月11日に就任した。7月16日、新政権閣僚が国王ラーマ10世への宣誓式を実施し、正式に国民国家の力党を中心とした19政党による連立政権が発足。これにより、国家平和秩序評議会（NCPO）は解散となり、自動的に議長の任が解かれた。
プラユットは、権威主義的な手法で言論を弾圧したと評される 。2020年に同氏の辞任や王室改革を求めるデモが若い世代を中心に盛り上がると、王室への侮辱を罰する「不敬罪」を3年ぶりに適用したほか、新型コロナウイルス対策の非常事態宣言に基づく集会禁止命令を全土に出し、デモを取り締まった。タイの人権派弁護士団体によると、2020年7月から2023年1月にかけて、約1900人が政治的な理由で訴追されたという。
2021年3月9日、閣議後の記者会見で、報道陣からの内閣改造に関する質問にいら立ち、新型コロナウイルス対策用のアルコール消毒液を記者らに噴射する暴挙を起こした。
2021年4月26日、プラユットが政府の会議中に衛生マスクを着用していなかったとして、バンコク都から罰金6000バーツ（約2万円）を科された。
2022年、野党勢力はプラユットが8月25日以降も首相を継続するのは首相任期を8年に制限した憲法に違反するとして憲法裁判所に提訴。プラユット支持者側は、8年間のカウントは新憲法が施行された2017年か、あるいは総選挙に勝利した2019年が起点と主張したが、8月24日に憲法裁判所はプラユットを一時的に停職とする判断を下し、このためプラウィット・ウォンスワン副首相が首相代行に就任した。ウォンスワン暫定内閣では国防大臣として閣内にとどまり、9月30日に憲法裁判所が、プラユットの任期は現行憲法が発効した2017年4月6日よりカウントするべきとし、未だ上限に達していないと判断。首相任期が継続しているとの判決を出した。
2022年12月6日には記者団に対して、2025年まで続投したい意向を表明した。しかし2023年5月14日に執行した総選挙で連立与党は振るわず野党・前進党とタイ貢献党で過半数を制され、この時点で首相続投は事実上不可能となった。7月11日には政界からの引退を表明した。8月22日にセター・タウィーシンが首相に任命され、プラユット政権は終焉した。9月5日にはセターが国王宣誓式に臨んで首相就任を宣誓し、新政権が正式に始動した。